# Maunujärvi (sjö i Kittilä, Lappland)
Maunujärvi är en sjö i kommunen Kittilä i landskapet Lappland i Finland. Sjön ligger 222,1 meter över havet. Arean är 65 hektar och strandlinjen är 3,96 kilometer lång. Sjön  ingår i Kemi älvs huvudavrinningsområde.   Den ligger omkring 96 kilometer norr om Rovaniemi och omkring 800 kilometer norr om Helsingfors. 